# Mostek, Trutnov
Mostek là một làng thuộc huyện Trutnov, vùng Královéhradecký, Cộng hòa Séc.